# Zialo

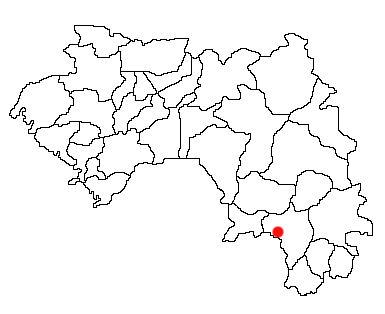
En rouge, la région de Guinée où se trouve la population Zialo.

Le zialo, appelé ziolo par ses locuteurs, est une langue d'Afrique de l'Ouest, surtout parlée dans le sud-est de la Guinée par les Zialo (en). Le zialo fait partie du groupe des langues mandées du (en) des langues nigéro-congolaises.
La langue zialo a été découverte et examinée par le linguiste russe Kirill Babaev en janvier 2010. Le zialo était auparavant considéré comme un dialecte de la langue loma, mais l’analyse du lexique basique du zialo montre 17% de diversité entre eux.
Le zialo est parlé par environ 25 000 personnes, qui habitent dans plus de cinquante villages à l’ouest de la province de Macenta. Cinq dialectes de la langue peuvent être identifiés : le Bayawa, le Wolo-Ziolo, le Woyjawa, le Kelighigo et le Lawolozu, qui semble être le plus distinct. Selon la tradition orale, les Zialos seraient arrivés du sud, depuis ce qui aujourd'hui est le Libéria. Plus du tiers des Zialos vivent maintenant dans les villes de Macenta, Gekedou et Conakry. 
Les systèmes grammaticaux et phonétiques du zialo sont extrêmement proches de la langue loma, tandis que le lexique ressemble plus aux langues bandi et  mendé. Le système phonologique montre des différences importantes par rapport à toutes les langues mandées du sud-ouest.